# 杜米特鲁·韦利库
杜米特鲁·韦利库（羅馬尼亞語：Dumitru Velicu，1930年10月26日—1997年），罗马尼亚男子马术运动员。他曾代表罗马尼亚参加1980年夏季奥林匹克运动会马术比赛，获得团体盛装舞步赛铜牌。